# Melissa Hutchison
Melissa Hutchison é uma dubladora norte-americana, que é bem conhecida por seu papel de dubladora como Clementine em The Walking Dead e suas sequências, pelo qual ela ganhou a Melhor Performance de uma Mulher no Spike Video Game Awards de 2013 e foi indicada para o Prêmio NAVGTR de Performance de 2014 em um Drama, Lead respectivamente. Ela também foi indicada duas vezes para o Prêmio BAFTA de Melhor Intérprete.